# Korat
Korat – rasa kota.

## Wygląd
Muskularny, wysmukły kot średniej wielkości o srebrzystoniebieskiej sierści. Ogon średniej długości, gruby u nasady, zaokrąglony na końcu. Głowa okrągła, szeroko rozstawione oczy, za młodu bursztynowe, w wieku ok. 2 lat zmieniają kolor na zielony.

## Charakter
Spokojny, towarzyski, skłonny do zabawy kot.